# Quỳnh Lâm, Quỳnh Phụ
Quỳnh Lâm là một xã nằm ven sông Luộc thuộc huyện Quỳnh Phụ, tỉnh Thái Bình, Việt Nam.
Xã có diện tích 4,17 km², dân số năm 1999 là 3696 người, mật độ dân số đạt 886 người/km².

## Di tích
Ở Thái Bình các di tích thờ quốc sư Minh Không có nhiều ở huyện Quỳnh Phụ như: Chùa Hóa Long ở thôn Đại Nẫm, xã Quỳnh Thọ; đền thờ và chùa La Vân ở xã Quỳnh Hồng; đền Soi ở thôn Đồng Mỹ xã Quỳnh Lâm. Lý Quốc Sư (1065 – 1141) là một vị cao tăng đứng đầu tổ chức phật giáo của triều đại nhà Lý trong lịch sử Việt Nam. Vì có nhiều công lớn chữa bệnh cho vua và nhân dân mà ông cùng với Trần Hưng Đạo, là những nhân vật lịch sử có thật, sau này được người Việt tôn sùng là đức thánh Nguyễn, đức thánh Trần. Trong dân gian, Nguyễn Minh Không còn được coi là một vị thánh trong tứ bất tử ở Việt Nam và ông tổ nghề đúc đồng. Ông được xem là vị thiền sư sáng lập nên nhiều ngôi chùa nhất ở Việt Nam.